# Худыш, Дмитрий Моисеевич
Дмитрий Моисеевич Худыш (род. 17 июля 1938, Бобруйск, Могилёвская область) — советский и белорусский тренер по греко-римской борьбе, заслуженный тренер СССР и БССР.

## Биография
Родился в 1938 году в Бобруйске. Там же начал заниматься классической борьбой у Сергея Павловича Щедринского. Поступил в Белорусский государственный институт физической культуры, который окончил в 1961 году. Во время учебы тренировался у заслуженного тренера СССР Михаила Мирского. В 1959 году выполнил норматив мастера спорта СССР. По окончании учебы начал работать в Бобруйске трениром. С 1971 по 1990 год тренер Бобруйской школы-интерната спортивного профиля. Среди учеников Леонид Китов и Михаил Прокудин. В 1991 году переехал в Израиль где работал тренером.

## Награды и звания
- Мастер спорта СССР (1959)
- Заслуженный тренер БССР (1982)
- Заслуженный тренер СССР (1984)